# أولاد اغطيس (أولاد الحاج)
أولاد اغطيس هو دُوَّار يقع بجماعة لكناديز، إقليم خريبكة، جهة بني ملال خنيفرة في المملكة المغربية. ينتمي الدوّار لمشيخة أولاد الحاج التي تضم 3 دواوير. يقدر عدد سكانه بـ 1163 نسمة حسب الإحصاء الرسمي للسكان والسكنى لسنة 2004.

## روابط خارجية
- البوابة الوطنية للجماعات الترابية
- المندوبية السامية للتخطيط